# Округ Хачинсон (Јужна Дакота)
Округ Хачинсон (енгл. Hutchinson County) је округ у америчкој савезној држави Јужна Дакота.

## Демографија
По попису из 2010. године број становника је 7.343, што је 732 (-9,1%) становника мање него 2000. године.
| Група             | 2000.         | 2010.         |
| Белци             | 7.948 (98,4%) | 7.090 (96,6%) |
| Афроамериканци    | 7 (0,1%)      | 28 (0,4%)     |
| Азијати           | 8 (0,1%)      | 12 (0,2%)     |
| Хиспаноамериканци | 42 (0,5%)     | 120 (1,6%)    |
| Укупно            | 8.075         | 7.343         |